# Bedia (làng)
Bedia (tiếng Gruzia: ბედია tiếng Abkhaz: Бедиа) là một làng thuộc huyện Tkvarcheli của Abkhazia. Do tranh chấp của Gruzia đối với chủ quyền của Abkhazia, Gruzia tuyên bố ngôi làng là một phần của Khu tự quản Gali. Tính đến năm 2011, ngôi làng có dân số 288 người, trong đó 85,5% trong số họ là người dân tộc Gruzia và 13,6% là người dân tộc Abkhaz và 2 người thuộc dân tộc khác.